# فرود بر مریخ

پویانمایی از فرود بر روی مریخ، فرودگر این‌سایت در سال ۲۰۱۸

فرود بر روی مریخ به معنای فرود یک فضاپیما بر سطح مریخ است. از میان تلاش‌های متعدد برای فرود بر مریخ توسط فضاپیمای بدون سرنشین، ده مورد موفقیت‌آمیز بوده است. همچنین مطالعاتی دربارهٔ یک مأموریت سفر انسان به مریخ شامل فرود بر سطح آن انجام شده، اما تاکنون هیچ‌کدام عملی نشده است.
تا سال ۲۰۲۳، اتحاد جماهیر شوروی، ایالات متحده آمریکا و چین توانسته‌اند با موفقیت فرودهایی بر مریخ انجام دهند.
مریخ ۳، متعلق به شوروی، که در سال ۱۹۷۱ فرود آمد، اولین فرود موفق بر مریخ بود، اگرچه این فضاپیما پس از ۱۱۰ ثانیه بر سطح مریخ از کار افتاد. سایر تلاش‌های شوروی برای فرود بر مریخ شکست خورد.
وایکینگ ۱ و وایکینگ ۲ اولین فرودگرهای موفق ناسا بودند که در سال ۱۹۷۵ به فضا پرتاب شدند. رهیاب مریخ ناسا که در سال ۱۹۹۶ پرتاب شد، اولین مریخ‌نورد به نام سوجورنر را با موفقیت بر مریخ فرود آورد. در سال ۲۰۲۱، اولین فرودگر و مریخ‌نورد چینی، تیان‌ون ۱، با موفقیت بر مریخ فرود آمد.

## روش‌های فرود
تا سال ۲۰۲۱، تمام روش‌های فرود بر مریخ از یک سپر هوایی و چتر نجات برای ورود به جو مریخ و فرود استفاده کرده‌اند، اما پس از جدا شدن چتر نجات، سه گزینه وجود دارد. یک فرودگر ثابت می‌تواند از پوسته چتر جدا شده و با استفاده از موشک ترمزی تا رسیدن به سطح فرود آید، اما یک سطح‌نورد نمی‌تواند موشک‌هایی را که پس از فرود بلااستفاده می‌شوند، حمل کند.
یکی از روش‌ها برای سطح‌نوردهای سبک‌تر، قرار دادن سطح‌نورد در یک ساختار چهاروجهی است که خود در کیسه هوا قرار می‌گیرد. پس از جدا شدن سپر هوایی، چهاروجهی به وسیله یک طناب از پوسته چتر پایین آورده می‌شود تا کیسه‌های هوا باد شوند. موشک‌های ترمزی روی پوسته چتر می‌توانند سرعت فرود را کاهش دهند. زمانی که به سطح نزدیک می‌شود، چهاروجهی رها شده و با استفاده از کیسه‌های هوا به عنوان کمک‌فنر به زمین برخورد می‌کند. پس از توقف، چهاروجهی باز شده و سطح‌نورد آشکار می‌شود.
اگر یک سطح‌نورد برای استفاده از کیسه هوا بیش از حد سنگین باشد، می‌توان موشک‌های ترمزی را روی یک جرثقیل فرود نصب کرد. جرثقیل هوایی از پوسته چتر جدا شده و وقتی به سطح نزدیک می‌شود، سطح‌نورد را با یک طناب پایین می‌آورد. وقتی سطح‌نورد به زمین می‌رسد، طناب را قطع می‌کند و اسکای کرین (در حالی که موشک‌هایش هنوز فعال هستند) دور از سطح‌نورد سقوط می‌کند. هر دو سطح‌نورد کنجکاوی و استقامت از این روش برای فرود استفاده کرده‌اند.

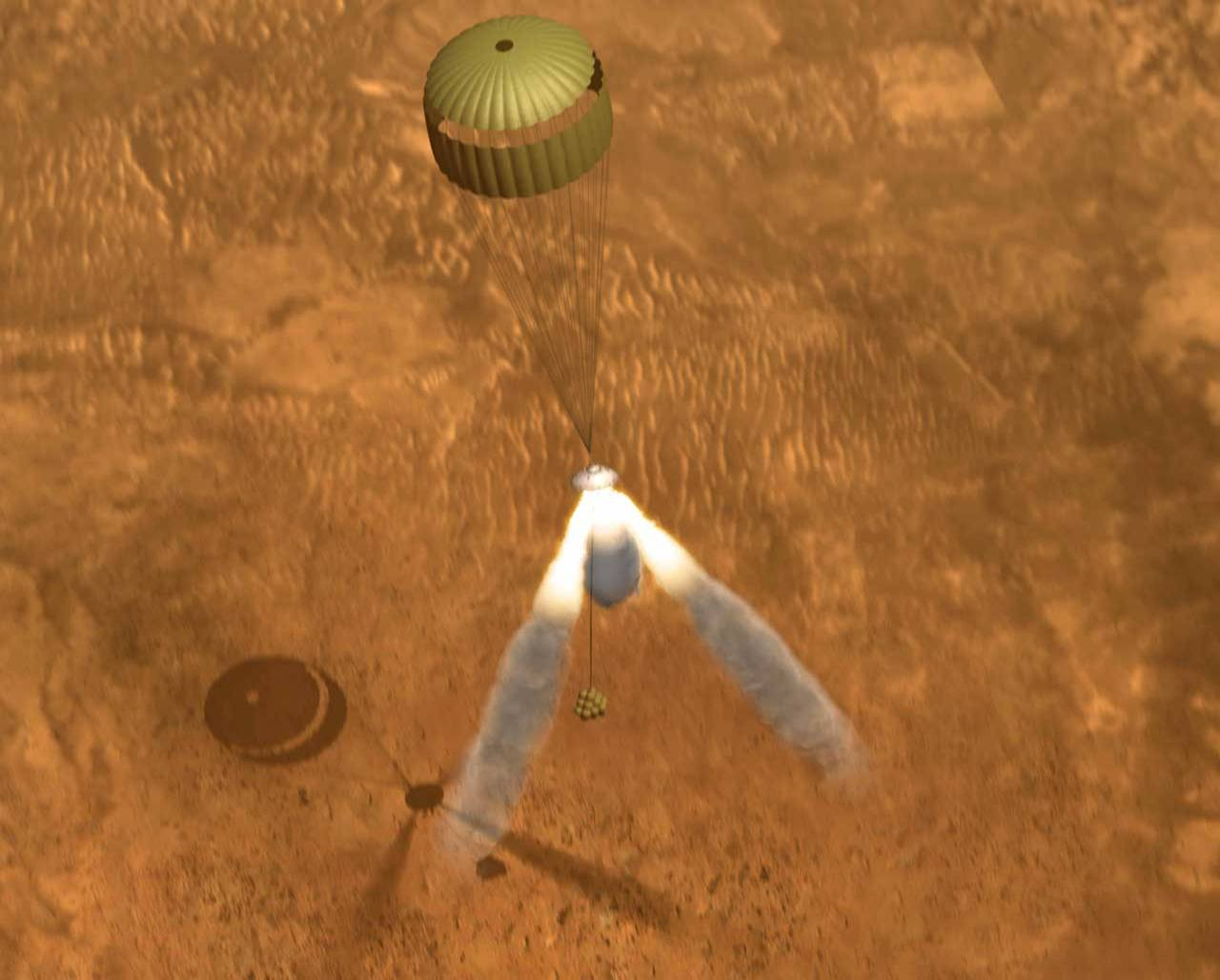
فرود در یک کیسه هوا
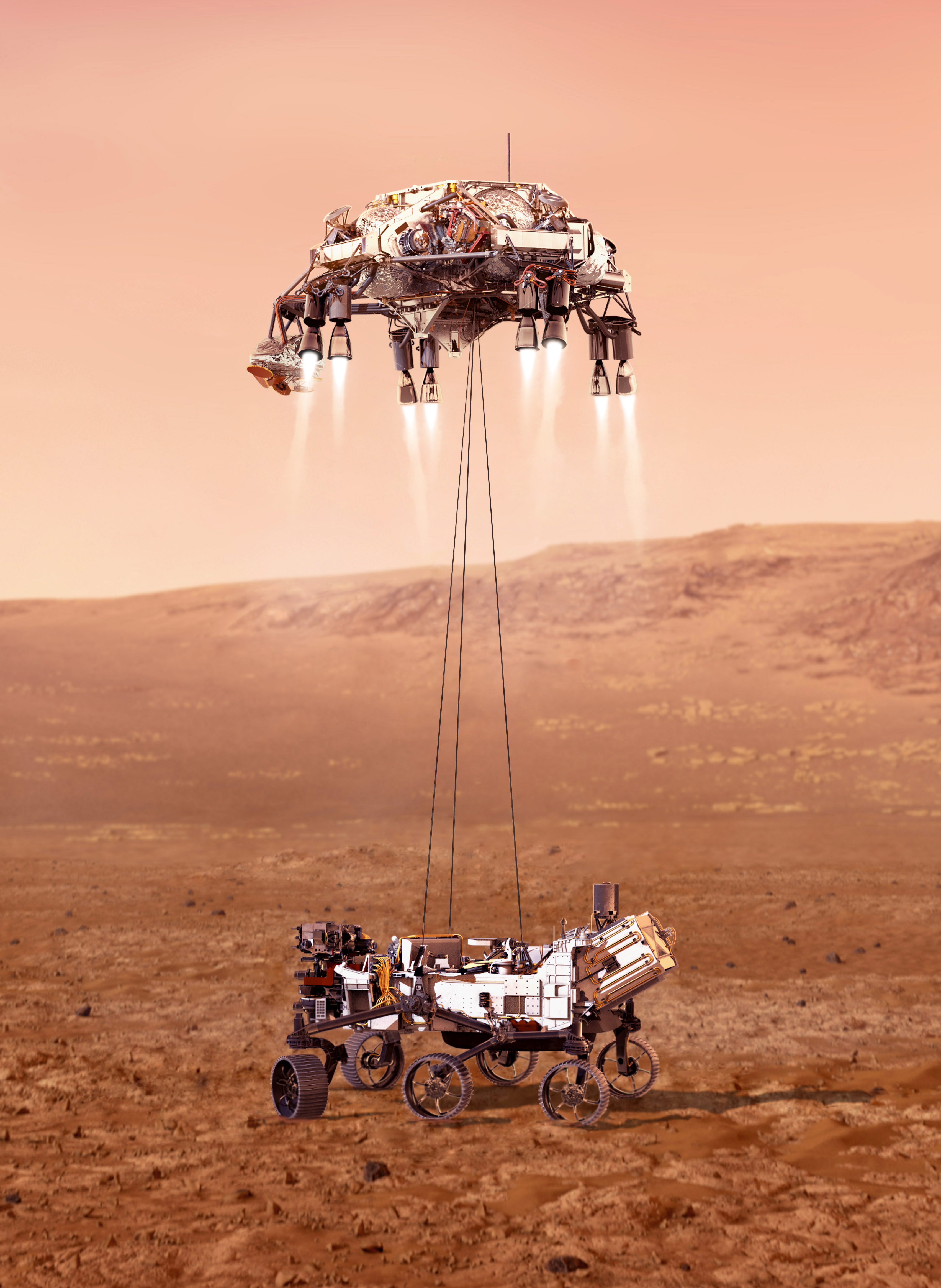
تصویری از استقامت متصل به جرثقیل هوایی
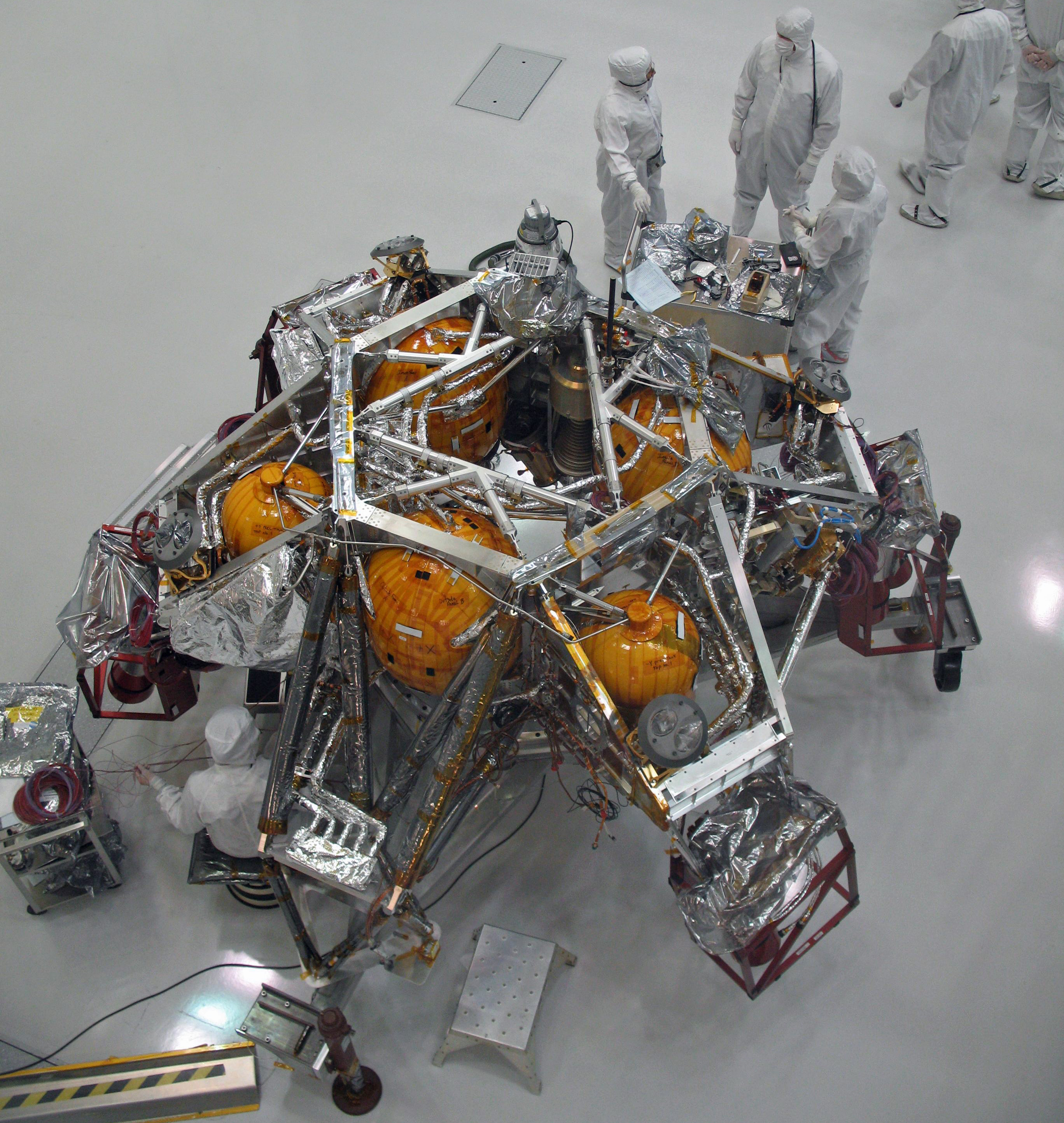
مرحله فرود MSL در حال ساخت بر روی زمین
نبوغ (بالگرد)|بالگرد نبوغ در حال برخاست و فرود عمودی

## فرود محموله‌های سنگین‌تر

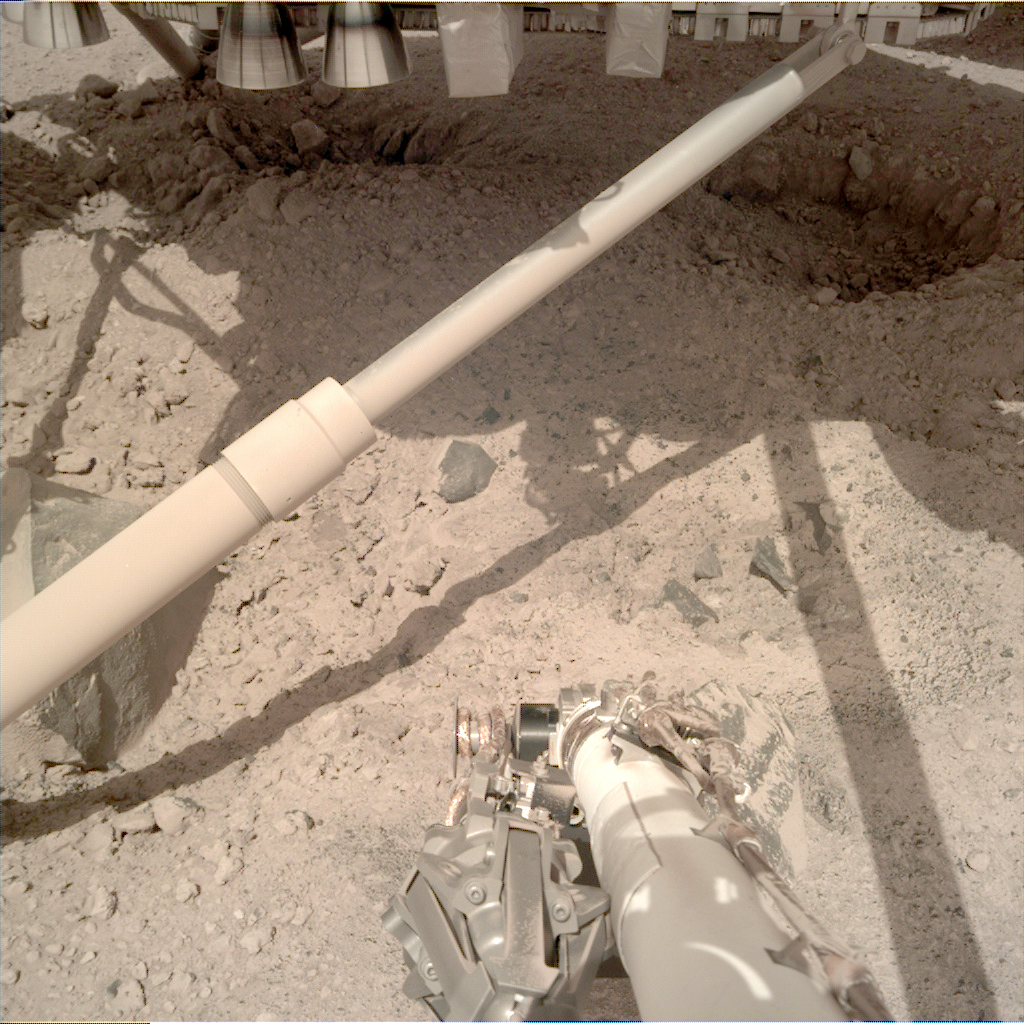
پیشرانه‌های فرودگر این‌سایت در زمان فرود، گودال‌هایی در محل فرود ایجاد کردند.

برای فرودگرهایی که حتی از کنجکاوی سنگین‌تر هستند (که به یک سپر هوایی با قطر ۴٫۵ متر (۱۵ فوت) نیاز داشت)، مهندسان در حال توسعه یک کاهنده سرعت ابرصوتی با چگالی پایین هستند که می‌تواند قطر آن ۸ متر (۲۶ فوت) باشد. این سیستم نیازمند یک چتر نجات متناسب و بزرگ‌تر خواهد بود.

## چالش‌های فرود
فرود فضاپیماهای رباتیک، و احتمالاً در آینده انسان‌ها، بر روی مریخ یک چالش فناورانه است. برای یک فرود موفق، ماژول فرود باید این مسائل را در نظر بگیرد:
- کم‌تراکم بودن جو مریخ
- اندازه‌گیری فاصله تا سطح
- فناوری ناکافی برای مهار هوایی بالستیک
- فناوری ناکافی برای فرود با پیشرانه معکوس
- طراحی‌های نامناسب مأموریت
- زمان کوتاه برای اجرای ورود به جو (EDL)

در سال ۲۰۱۸، ناسا با استفاده مجدد از فناوری‌های دوران برنامه وایکینگ، فرودگر این‌سایت را با موفقیت بر سطح مریخ فرود آورد. اما این فناوری توانایی فرود تعداد زیادی از محموله‌ها، زیستگاه‌ها، وسایل صعود و انسان‌ها را در صورت مأموریت‌های سرنشین‌دار آینده به مریخ ندارد. برای بهبود و تحقق این اهداف، ارتقای فناوری‌ها و پرتابگرها ضروری است. برخی معیارهای یک فرودگر برای انجام فرود نرم با استفاده از فناوری فعلی عبارتند از:
| ویژگی                  | معیار                                                 |
| ---------------------- | ----------------------------------------------------- |
| جرم                    | کمتر از ۰٫۶ تن (۱٬۳۰۰ پوند)                           |
| ضریب بالستیک           | کمتر از ۳۵ کیلوگرم بر متر مربع (۷٫۲ پوند بر فوت مربع) |
| قطر سپر هوایی (ایروشِل) | کمتر از ۴٫۶ متر (۱۵ فوت)                              |
| شکل سپر هوایی          | پوسته مخروط کروی با زاویه ۷۰ درجه                     |
| قطر چتر نجات           | کمتر از ۳۰ متر (۹۸ فوت)                               |
| فرود                   | فرود با پیشرانه معکوس فراصوت                          |
| ورود                   | مهار هوایی (ورود از مدار مریخ)                        |

## ارتباط با زمین
از زمان برنامه وایکینگ، تمام فرودگرهای سطح مریخ از ماهواره مخابراتی برای ارسال داده‌های خود به زمین استفاده کرده‌اند. این فرودگرها از فرستنده‌های بسامد فرابالا برای ارسال داده‌ها به مدارگردها استفاده می‌کنند و مدارگردها این داده‌ها را با استفاده از فرکانس‌های باند ایکس یا باند کی‌ای به زمین ارسال می‌کنند. این فرکانس‌های بالاتر، به همراه فرستنده‌های قدرتمندتر و بازتابنده سهمی بزرگ‌تر، اجازه می‌دهند مدارگردها داده‌ها را بسیار سریع‌تر از زمانی که فرودگر مستقیماً به زمین ارسال می‌کرد، انتقال دهند. این کار زمان ارزشمند بر روی شبکه فضای دوردست ناسا را حفظ می‌کند.

## فهرست فرودهای مریخ

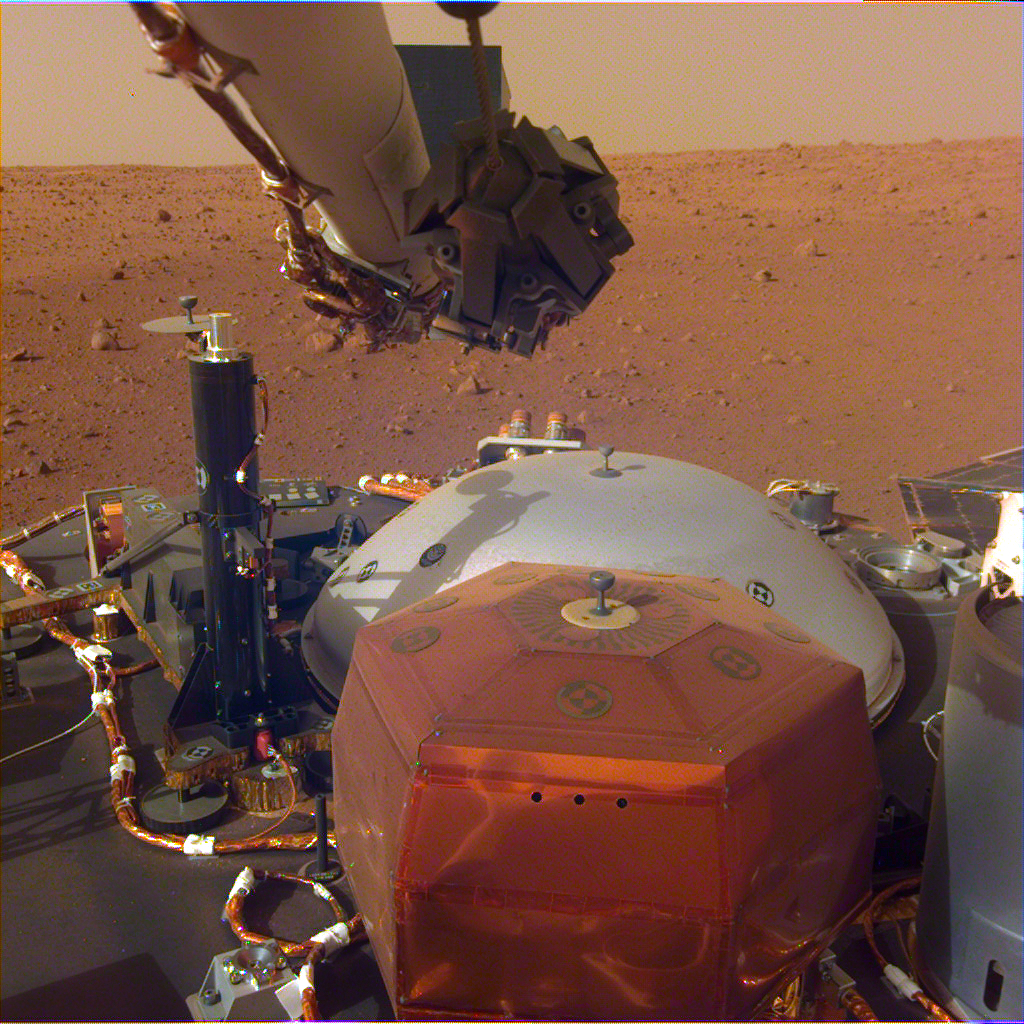
نمایی از فرودگر Insight مریخ در دسامبر ۲۰۱۸

در دهه ۱۹۷۰، چندین کاوشگر اتحاد جماهیر شوروی تلاش ناموفقی برای فرود بر مریخ انجام دادند. مریخ ۳ در سال ۱۹۷۱ با موفقیت فرود آمد، اما خیلی زود از کار افتاد. اما فرودگرهای آمریکایی وایکینگ توانستند بر سطح مریخ فرود آمده و طی چندین سال تصاویر و داده‌های متعددی ارسال کنند. با این حال، فرود موفق بعدی مریخ تا سال ۱۹۹۷ و فرود رهیاب مریخ انجام نشد. در قرن ۲۱ میلادی، چندین فرود موفقیت‌آمیز انجام شد، اما تعداد زیادی نیز به شکست انجامید.

### برنامه کاوش مریخ
اولین کاوشگری که برای فرود ضربه‌ای بر مریخ طراحی شده بود، مارس ۱۹۶۲بی اتحاد جماهیر شوروی بود که در سال ۱۹۶۲ با شکست در پرتاب مواجه شد.
در سال ۱۹۷۰، اتحاد جماهیر شوروی طراحی مأموریت‌های مارس ۴ان‌ام و مارس ۵ان‌ام را آغاز کرد که شامل فضاپیماهای بدون سرنشین فوق‌سنگین برای مریخ بود. اولین مأموریت مارسوخود برای اوایل ۱۹۷۳ برنامه‌ریزی شده بود و دومین مأموریت بازگرداندن نمونه از مریخ برای سال ۱۹۷۵. هر دو مأموریت قرار بود توسط راکت ان۱ پرتاب شوند، اما به دلیل ناکامی این راکت در پرواز، پروژه‌های مارس ۴ان‌ام و مارس ۵ان‌ام لغو شدند.
در سال ۱۹۷۱، اتحاد جماهیر شوروی کاوشگرهای مریخ ۲ و مریخ ۳ را که هر یک شامل یک فرودگر بودند، به عنوان بخشی از برنامه کاوش مریخ ام-۷۱ به مریخ ارسال کرد. فرودگر مریخ ۲ موفق به فرود نشد و به مریخ برخورد کرد. فرودگر مریخ ۳ اولین کاوشگری بود که توانست فرود نرم بر مریخ انجام دهد، اما در جمع‌آوری داده‌ها چندان موفق نبود. این فرودگر ۹۰ ثانیه پس از فرود شروع به ارسال داده به مدارگرد مریخ ۳ کرد، اما پس از ۱۴٫۵ ثانیه انتقال داده‌ها متوقف شد. علت این خرابی ممکن است به دلیل طوفان گرد و غبار بسیار قوی در آن زمان بوده باشد. این کاوشگرها هر یک دارای یک مریخ‌نورد به نام پراپ-ام بودند، اما هرگز مستقر نشدند.
در سال ۱۹۷۳، اتحاد جماهیر شوروی دو فرودگر دیگر به مریخ ارسال کرد، مریخ ۶ و مریخ ۷. فرودگر مریخ ۶ در طول فرود داده‌هایی ارسال کرد، اما پس از برخورد از کار افتاد. کاوشگر مریخ ۷ به دلیل نقص در عملکرد یکی از سامانه‌های داخلی (کنترل وضعیت فضاپیما یا موشک‌های ترمزی) زودتر از موعد از وسیله حمل جدا شد و با فاصله ۱٬۳۰۰ کیلومتر (۸۱۰ مایل) از مریخ عبور کرد.
مأموریت بازگرداندن نمونه Mars 5M (Mars-79) که برای سال ۱۹۷۹ برنامه‌ریزی شده بود، به دلیل پیچیدگی و مشکلات فنی لغو شد.

### برنامه وایکینگ

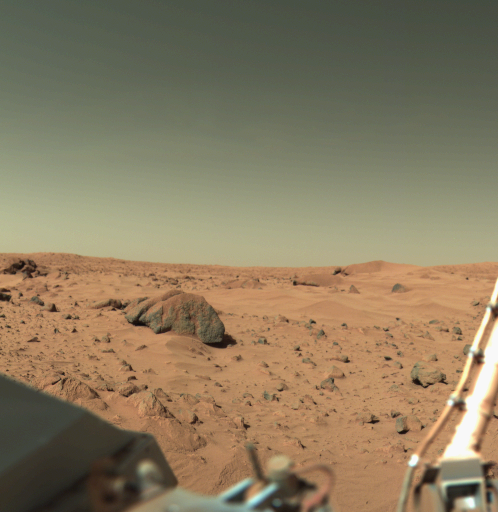
محل فرود وایکینگ ۱ (برای توضیحات دقیق، تصویر را کلیک کنید).

در سال ۱۹۷۶، دو مأموریت آمریکایی از برنامه وایکینگ وارد مدار مریخ شدند و هر یک سطح‌نشین خود را با موفقیت فرود نرم بر سطح سیاره مستقر کردند. این مأموریت‌ها نخستین انتقال موفق حجم بالایی از داده‌ها، از جمله اولین تصاویر رنگی و اطلاعات علمی گسترده را انجام دادند. دمای اندازه‌گیری‌شده در محل‌های فرود بین ۱۵۰ تا ۲۵۰ کلوین (−۱۲۳ تا −۲۳ درجه سلسیوس؛ −۱۹۰ تا −۱۰ درجه فارنهایت) متغیر بود و تغییرات دمایی روزانه بین ۳۵ تا ۵۰ درجه سلسیوس (۹۵ تا ۱۲۲ درجه فارنهایت) ثبت شد. طوفان‌های گرد و غبار فصلی، تغییرات فشار و حرکت گازهای جوی بین قطب‌های مریخ مشاهده شد. یک آزمایش‌های بیولوژیکی کاوشگر وایکینگ شواهد احتمالی از حیات ارائه داد، اما این شواهد توسط سایر آزمایش‌های موجود در کاوشگر تأیید نشد.
در جستجوی محل مناسب برای فرود سطح‌نشین وایکینگ ۲، مدارگرد وایکینگ ۱ در تاریخ ۲۵ ژوئیه ۱۹۷۶، تصویر معروف به "چهره‌ای بر مریخ" را ثبت کرد.
برنامه وایکینگ دنباله‌ای از برنامه وویجر لغوشده بود که بعدها نام آن برای دو کاوشگر منظومه شمسی بیرونی مورد استفاده قرار گرفت.

### رهیاب مریخ

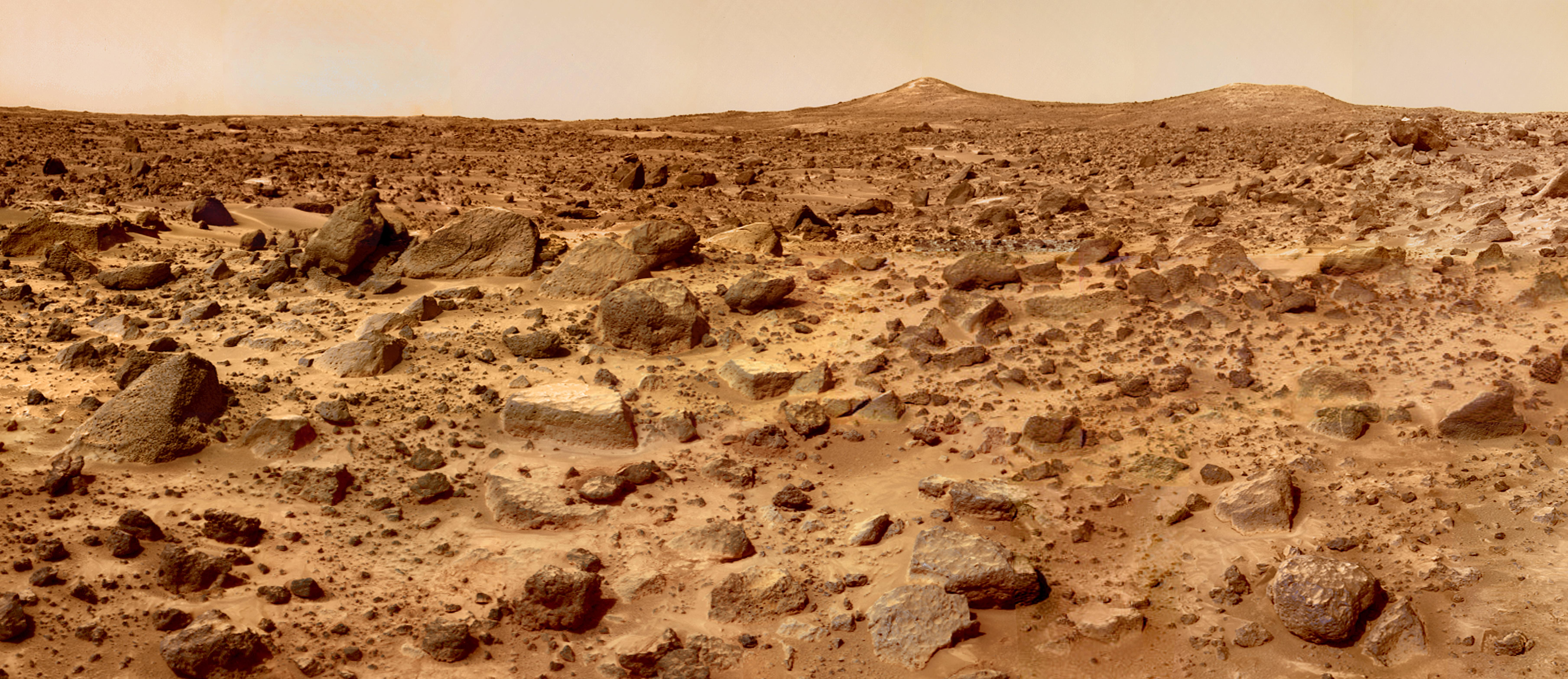
"Ares Vallis" همان‌طور که توسط رهیاب مریخ عکس‌برداری شده است.

فضاپیمای رهیاب مریخ ناسا، با کمک مدارگرد نقشه‌بردار سراسر مریخ، در ۴ ژوئیه ۱۹۹۷ فرود آمد. محل فرود آن یک دشت سیلابی باستانی در نیمکره شمالی مریخ به نام دره آرس بود که یکی از سنگلاخی‌ترین مناطق مریخ محسوب می‌شود. این مأموریت یک مریخ‌نورد کوچک کنترل از راه دور به نام سوجورنر، اولین مریخ‌نورد موفق، را حمل می‌کرد که چند متر در اطراف محل فرود حرکت کرد و شرایط محیطی و سنگ‌های اطراف را بررسی کرد. تصاویر این فرودگر که مریخ‌نورد را برای کاوش سطح مریخ اعزام می‌کرد، برای نخستین بار در تاریخ، در سراسر جهان توسط روزنامه‌ها منتشر شد.
تا زمان ارسال آخرین داده‌ها در ۲۷ سپتامبر ۱۹۹۷، رهیاب مریخ ۱۶٬۵۰۰ تصویر از فرودگر و ۵۵۰ تصویر از مریخ‌نورد ارسال کرد، همچنین بیش از ۱۵ تجزیه و تحلیل شیمیایی از سنگ‌ها و خاک و داده‌های گسترده‌ای دربارهٔ بادها و سایر عوامل جوی ارائه داد. یافته‌های تحقیقات انجام‌شده توسط ابزارهای علمی روی هر دو فرودگر و مریخ‌نورد نشان می‌دهند که مریخ در گذشته گرم و مرطوب بوده است، با آب مایع و جوی ضخیم‌تر. وب‌سایت مأموریت رهیاب مریخ در زمان خود پرمراجعه‌ترین وب‌سایت بود.

### موج شکست‌ها
| فضاپیما              | ارزیابی | دارای فرودگر |
| -------------------- | ------- | ------------ |
| Phobos 1             | نه      | برای فوبوس   |
| Phobos 2             | آری     | برای فوبوس   |
| Mars Observer        | نه      | نه           |
| Mars 96              | نه      | آری          |
| Mars Pathfinder      | آری     | آری          |
| Mars Global Surveyor | آری     | نه           |
| Mars Climate Orbiter | نه      | نه           |
| Mars Polar Lander    | نه      | آری          |
| Deep Space 2         | نه      | آری          |
| Nozomi               | نه      | نه           |

مارس ۹۶، یک مدارگرد که در ۱۶ نوامبر ۱۹۹۶ توسط روسیه پرتاب شد، به دلیل انجام نشدن احتراق دوم مرحله چهارم Block D-2 با شکست مواجه شد. پس از موفقیت Global Surveyor و Pathfinder، موجی دیگر از شکست‌ها در سال‌های ۱۹۹۸ و ۱۹۹۹ رخ داد. در این دوره مدارگرد ژاپنی نوزومی و فضاپیماهای مدارگرد اقلیمی مریخ، قطب‌نشین مریخ و فضاپیمای دیپ اسپیس ۲ ناسا با خطاهای جدی مواجه شدند. شکست مدارگرد اقلیمی مریخ به دلیل اشتباه مهندسان لاکهید مارتین در مخلوط کردن یکاهای مرسوم در ایالات متحده آمریکا با واحدهای اندازه‌گیری متریک مشهور است که باعث سوختن مدارگرد در جو مریخ شد. از ۵–۶ مأموریت ناسا در دهه ۱۹۹۰، تنها ۲ مأموریت موفق بودند: رهیاب مریخ و نقشه‌بردار جهانی مریخ، که رهیاب مریخ و مریخ‌نورد آن را تنها فرود موفق در دهه ۱۹۹۰ می‌کند.

### مارس اکسپرس و بیگل ۲

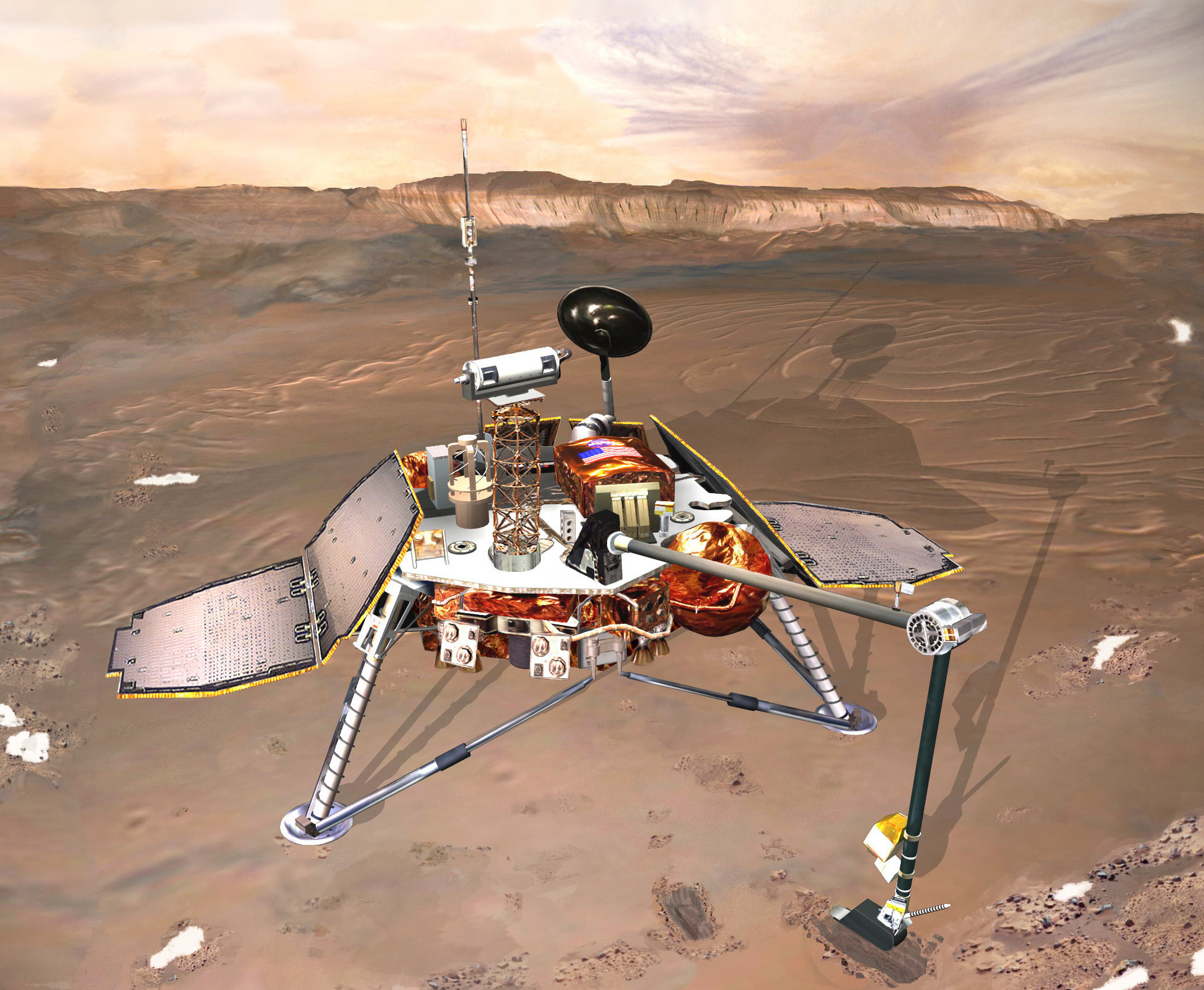
طرح مفهومی قطب‌نشین مریخ بر سطح مریخ.

در ۲ ژوئن ۲۰۰۳، مارس اکسپرس متعلق به آژانس فضایی اروپا از پایگاه فضایی بایکونور به سمت مریخ پرتاب شد. فضاپیمای مارس اکسپرس شامل محفظه مارس اکسپرس و فرودگر بیگل ۲ بود. اگرچه این فرودگر طراحی نشده بود که حرکت کند، اما دارای دستگاه حفاری، سبک‌ترین طیف‌سنج ساخته‌شده تا آن زمان و مجموعه‌ای از دستگاه‌های دیگر روی یک بازوی رباتیک بود تا خاک زیر سطح غبارآلود را با دقت تجزیه و تحلیل کند.
مدارگرد در ۲۵ دسامبر ۲۰۰۳ وارد مدار مریخ شد و بیگل ۲ نیز در همان روز باید وارد جو مریخ می‌شد. با این حال، تلاش‌ها برای تماس با فرودگر ناموفق بود. این تلاش‌ها تا ژانویه ادامه یافت، اما بیگل ۲ در اواسط فوریه گم‌شده اعلام شد و یک تحقیق مشترک توسط بریتانیا و آژانس فضایی اروپا آغاز شد که مدیریت ضعیف پروژه توسط محقق اصلی، کالین پیلینگر، را مقصر دانست.
با این وجود، مدارگرد مارس اکسپرس وجود یخ آب و یخ دی‌اکسید کربن در قطب جنوب مریخ را تأیید کرد. ناسا پیش‌تر وجود آن‌ها را در قطب شمال مریخ تأیید کرده بود.
علائم بیگل ۲ در سال ۲۰۱۳ توسط دوربین های‌رایز بر روی مدارگرد شناسایی مریخ ناسا یافت شد و وجود آن در ژانویه ۲۰۱۵، چند ماه پس از مرگ پیلینگر، تأیید شد. به نظر می‌رسد فرودگر با موفقیت فرود آمده، اما نتوانسته تمام صفحات قدرت و ارتباطات خود را باز کند.

### مریخ‌نوردهای کاوشگر
اندکی پس از پرتاب مارس اکسپرس، ناسا دو مریخ‌نورد دوقلو را به‌عنوان بخشی از مأموریت مریخ‌نورد کاوشگر به سمت این سیاره ارسال کرد. در ۱۰ ژوئن ۲۰۰۳، مریخ‌نورد روح (اسپیریت) ناسا پرتاب شد. این مریخ‌نورد در ۳ ژانویه ۲۰۰۴ با موفقیت در دهانه گوسف (که تصور می‌شود زمانی دریاچه‌ای درون دهانه بوده است) فرود آمد. وظیفه آن بررسی خاک و سنگ‌ها برای یافتن شواهدی از تاریخچه آب در این منطقه بود.
در ۷ ژوئیه ۲۰۰۳، مریخ‌نورد دوم، فرصت (آپورچونیتی) پرتاب شد. این مریخ‌نورد در ۲۴ ژانویه ۲۰۰۴ در فلاته نیم‌روز (محل وجود رسوبات بزرگ هماتیت که نشان‌دهنده وجود آب در گذشته است) فرود آمد تا مأموریت‌های مشابهی انجام دهد.
علیرغم قطع موقت ارتباط با روح (که ناشی از اختلالی در سامانه فایل بود) که چند روزی کاوش را به تأخیر انداخت، هر دو مریخ‌نورد سرانجام کاوش محل فرود خود را آغاز کردند. فرصت در مکانی جالب‌توجه، یک دهانه با سنگ‌برون‌زدها، فرود آمد. تیم مأموریت به‌سرعت اعلام کرد که داده‌های ارسال‌شده توسط این مریخ‌نورد نشان می‌دهد که این سنگ‌ها زمانی در آب غوطه‌ور بوده‌اند. در ۲۳ مارس مشخص شد که این سنگ‌ها زیر آب در دریایی نمکی تشکیل شده‌اند. این یافته، نخستین شواهد مستقیم قوی از وجود آب مایع در گذشته مریخ بود.
در اواخر ژوئیه ۲۰۰۵، ساندی تایمز گزارش داد که ممکن است این مریخ‌نوردها باکتری باسیلوس ساف را به مریخ منتقل کرده باشند. به گفته یکی از میکروبیولوژیست‌های ناسا، این باکتری توانایی زنده ماندن در طول سفر و شرایط مریخ را دارد. با وجود تلاش‌ها برای استریل کردن فرودگرها، نمی‌توانستند به‌طور کامل استریل باشند.
اگرچه این مریخ‌نوردها برای مأموریت‌هایی سه‌ماهه طراحی شده بودند، هر دو بسیار بیشتر از مدت برنامه‌ریزی‌شده دوام آوردند. روح در مارس ۲۰۱۰، ۷۴ ماه پس از آغاز کاوش، ارتباط خود با زمین را از دست داد. فرصت با وجود طی مسافتی بیش از ۴۵ کیلومتر (۲۸ مایل)، تا ژوئن ۲۰۱۸ و پس از ۱۷۳ ماه از آغاز مأموریت، به ارسال اطلاعات ادامه داد. این مریخ‌نوردها یافته‌های متعددی داشتند، از جمله کشف سنگ سپر حرارتی، اولین شهاب‌سنگ شناسایی‌شده بر روی سیاره‌ای دیگر.

### کاوشگر فینیکس

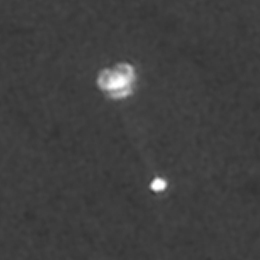
دوربین مدارگرد شناسایی مریخ، فینیکس را هنگام فرود با چتر نجات در جو مریخ ثبت کرده است.

کاوشگر فینیکس در ۴ اوت ۲۰۰۷ پرتاب شد و در ۲۵ مه ۲۰۰۸ در منطقه قطب شمالی مریخ فرود آمد. این کاوشگر به دلیل اینکه نخستین بار یک فضاپیما توانست فرود یک فضاپیمای دیگر را بر سطح سیاره‌ای ثبت کند، شناخته شده است.

### آزمایشگاه علمی مریخ

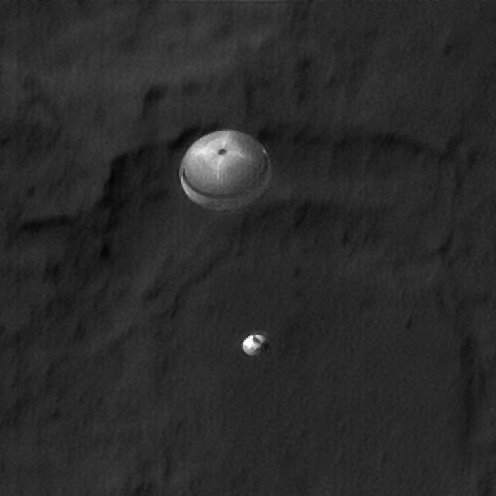
آزمایشگاه علمی مریخ و کنجکاوی در حال فرود بر مریخ

آزمایشگاه علمی مریخ (و کنجکاوی) که در نوامبر ۲۰۱۱ پرتاب شد، در محلی که اکنون "فرودجای بردبری" نامیده می‌شود، در مرداب ائولیس، بین دره پیس و کوه ائولیس در گیل در مریخ فرود آمد. این فرود در ۶ اوت ۲۰۱۲، ساعت ۰۵:۱۷ به وقت هماهنگ جهانی انجام شد.
محل فرود در Quad 51 ("Yellowknife") در نزدیکی پایه «کوه ائولیس» قرار داشت. محل فرود کمتر از ۲٫۴ کیلومتر (۱٫۵ مایل) از مرکز هدف برنامه‌ریزی‌شده مریخ‌نورد فاصله داشت، پس از سفری به طول ۵۶۳٬۰۰۰٬۰۰۰ کیلومتر (۳۵۰٬۰۰۰٬۰۰۰ مایل). ناسا در ۲۲ اوت ۲۰۱۲ محل فرود را به افتخار نویسنده ری بردبری، «فرودجای بردبری» نام‌گذاری کرد.

### اگزومارس اسکیاپارلی

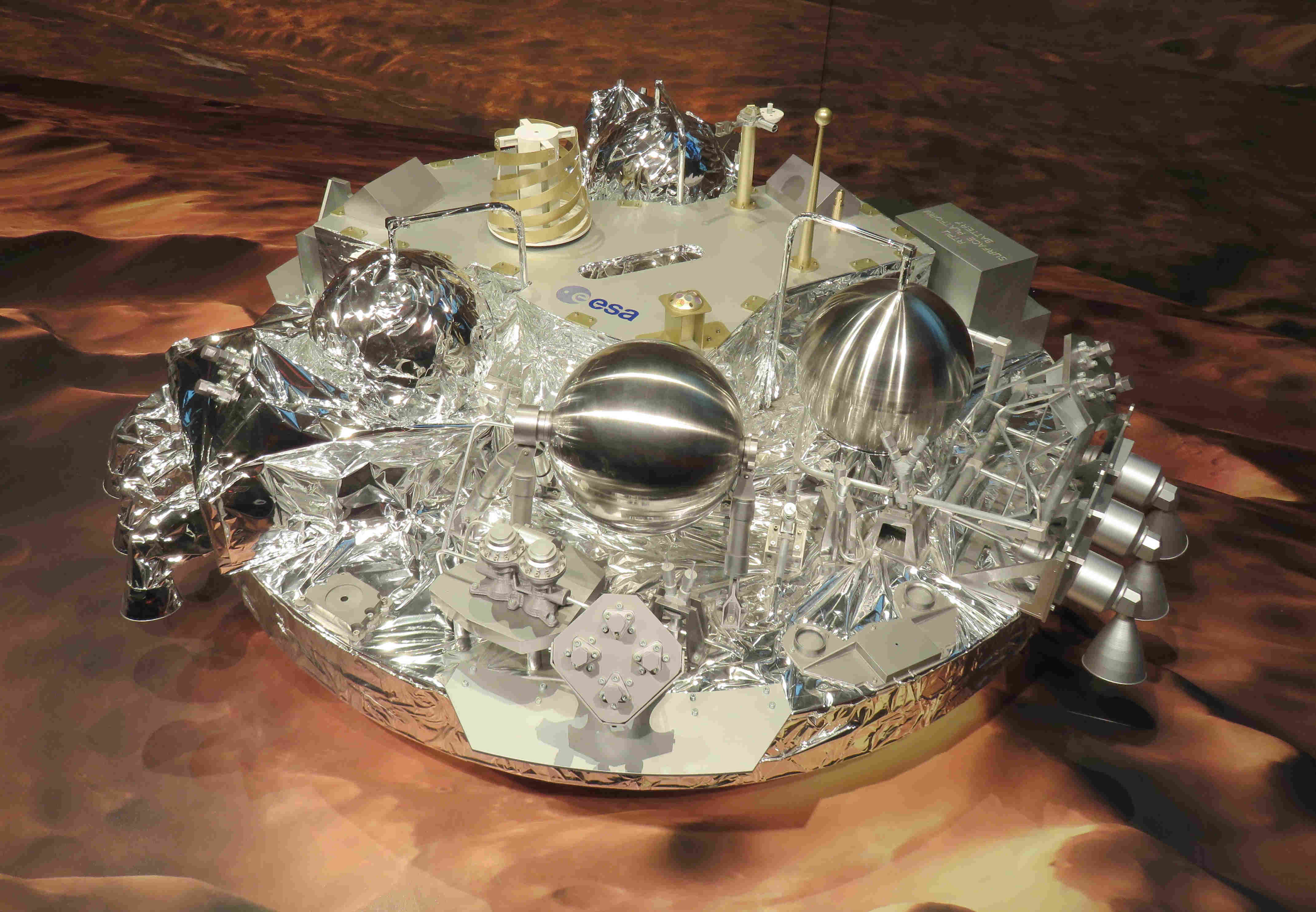
ماکت اسکیاپارلی در مرکز کنترل آژانس فضایی اروپا

سطح‌نشین ای‌دی‌ام اسکیاپارلی برای آزمایش فناوری‌های موردنیاز برای فرود نرم آینده در سطح مریخ به‌عنوان بخشی از پروژه اگزومارس طراحی شده بود. این سطح‌نشین در ایتالیا توسط آژانس فضایی اروپا (ESA) و روسکوسموس ساخته شد. این مأموریت به همراه مدارگرد ردیاب گاز اگزومارس (TGO) در ۱۴ مارس ۲۰۱۶ پرتاب شد و تلاش کرد در ۱۹ اکتبر ۲۰۱۶ فرود آید. داده‌های دورسنجی حدود یک دقیقه پیش از زمان برنامه‌ریزی‌شده فرود از دست رفت، اما تأیید شد که بیشتر عناصر برنامه فرود، از جمله عملکرد سپر حرارتی، باز شدن چتر نجات و فعال‌سازی موشک‌ها موفق بوده‌اند. مدارگرد شناسایی مریخ بعدها تصاویری از چیزی که احتمالاً محل سقوط اسکیاپارلی است، ثبت کرد.

### این‌سایت

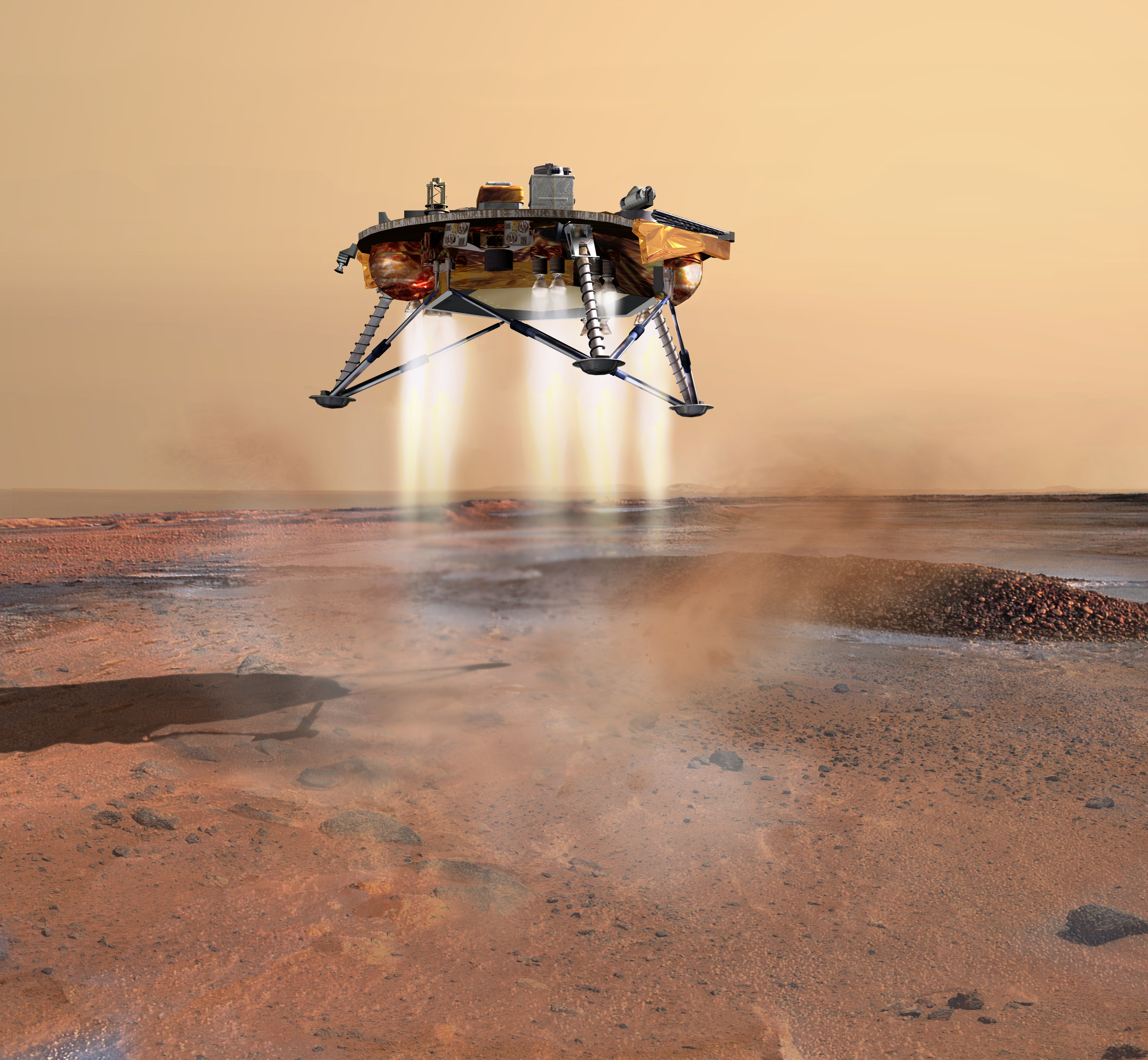
طرح هنری فرودگر فینیکس، مشابه این‌سایت

فرودگر این‌سایت ناسا، طراحی‌شده برای مطالعه لرزه‌شناسی و جریان حرارت از اعماق مریخ، در ۵ مه ۲۰۱۸ پرتاب شد و در ۲۶ نوامبر ۲۰۱۸ در Elysium Planitia مریخ با موفقیت فرود آمد.

### مریخ ۲۰۲۰ و تیان‌ون-۱
مأموریت مریخ ۲۰۲۰ ناسا و تیان‌ون ۱ سازمان ملی فضایی چین هر دو در پنجره پرتابی ژوئیه ۲۰۲۰ به فضا ارسال شدند. مریخ‌نورد استقامت در ۱۸ فوریه ۲۰۲۱ با موفقیت در محلی که اکنون "Octavia E. Butler Landing" نامیده می‌شود، در دهانه جیزرو فرود آمد. نبوغ در این مأموریت مستقر شد و پروازهای متعددی را در آوریل انجام داد.
فرودگر تیان‌ون ۱ و تیان‌ون ۱ مریخ‌نورد در ۱۴ مه ۲۰۲۱ در دشت اتوپیا فرود آمدند. مریخ‌نورد در ۲۲ مه ۲۰۲۱ مستقر شد و در ۱ ژوئن ۲۰۲۱ دوربین سلفی از راه دور را روی سطح رها کرد.

## مأموریت‌های آینده
مریخ‌نورد روزالیند فرانکلین، متعلق به آژانس فضایی اروپا، برای پرتاب در اواخر دهه ۲۰۲۰ برنامه‌ریزی شده است. این مریخ‌نورد قرار است نمونه‌هایی از عمق ۲ متر (۶ فوت ۷ اینچ) خاک جمع‌آوری کند و به دنبال رد پای زیستی و زیست‌مولکولها بگردد. همچنین پیشنهادی برای یک مأموریت بازآوری نمونه مریخ توسط ESA و ناسا وجود دارد که در سال ۲۰۲۴ یا پس از آن پرتاب خواهد شد. این مأموریت بخشی از برنامه آئورا اروپا خواهد بود.
سازمان پژوهش‌های فضایی هند (ISRO) نیز پیشنهاد داده است که مأموریت فرودگر مریخ خود را تا حدود سال ۲۰۳۰، نزدیک به دریاچه اریدانیا، شامل فرود یک مریخ‌نورد و یک هواپیمای مریخی کند.

## شناسایی محل فرود
همزمان با نزدیک شدن فرودگر مریخی به سطح، شناسایی محل فرود ایمن از جمله نگرانی‌ها است.

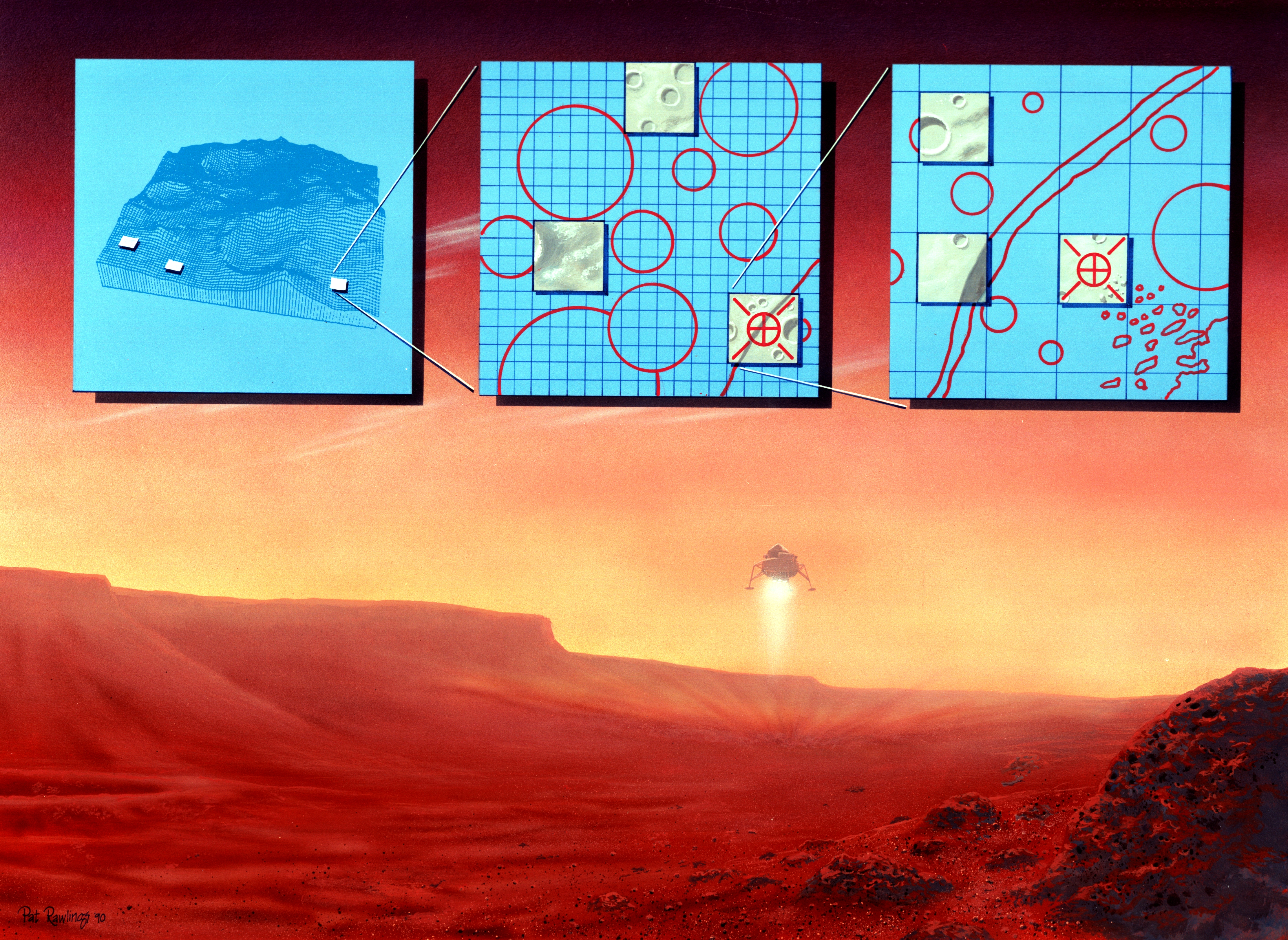
تصاویر داخلی نشان می‌دهند که دستگاه تصویربرداری فرودگر در حال شناسایی موانع است (ناسا، ۱۹۹۰)

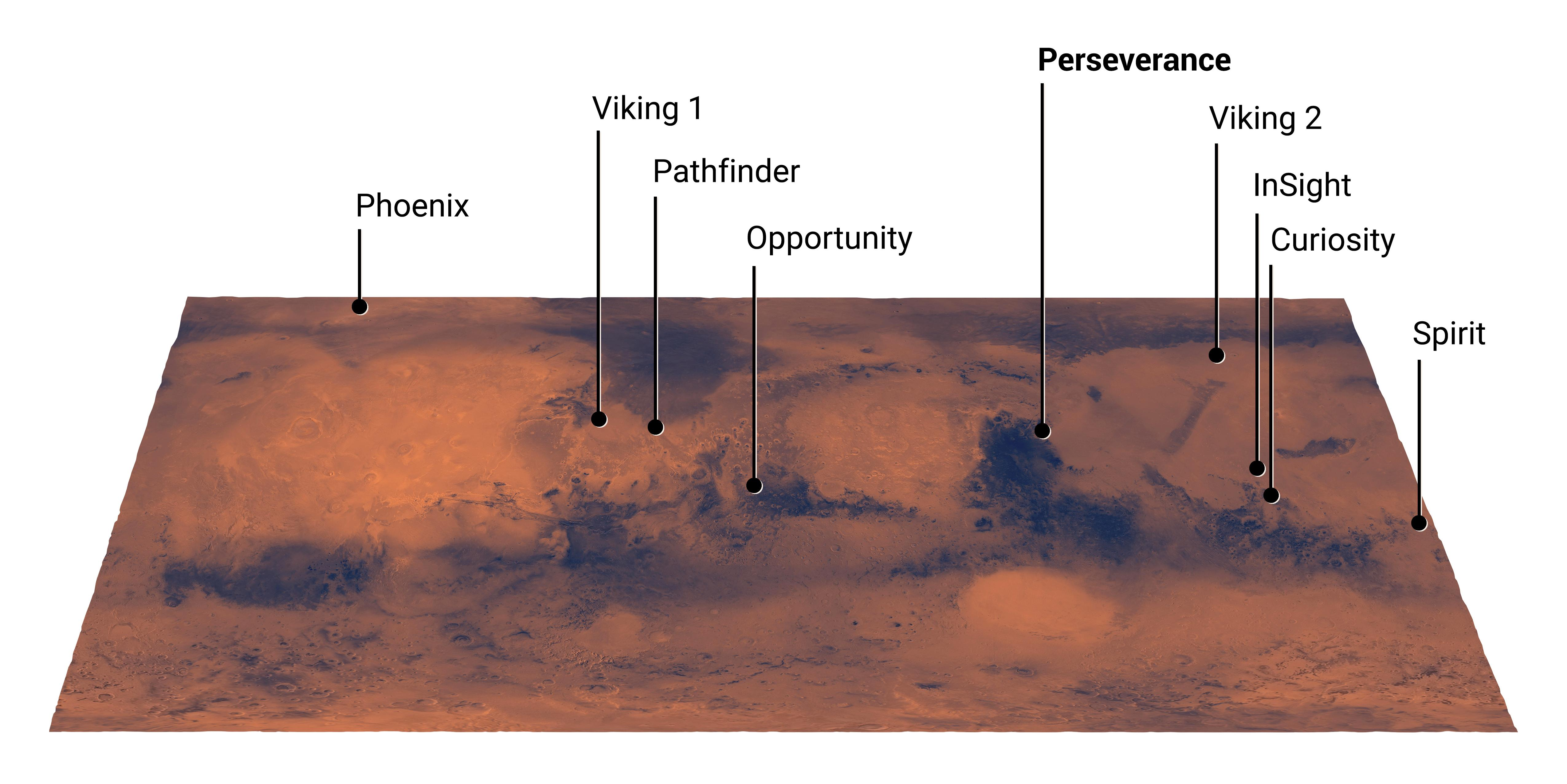
محل‌های فرود بر مریخ (۱۶ دسامبر ۲۰۲۰)

الگو:Features and artificial objects on Mars
الگو:Features and memorials on Mars

### مکان‌های دوقلوی زمین با سایت‌های فرود مریخ
در آستانه فرود مریخ ۲۰۲۰ ناسا، کریستوفر رایلی، دانشمند سیاره‌ای سابق و فیلم‌ساز، موقعیت تمام هشت سایت فرود موفق ناسا بر مریخ را با نقاط معادل روی زمین از نظر عرض و طول جغرافیایی ترسیم کرد و جفت‌هایی از عکس‌های بین این مکان‌های دوقلوی بین‌سیاره‌ای روی زمین و مریخ ارائه کرد تا به تغییرات اقلیمی توجه بیشتری جلب کند.
پس از فرود موفق استقامت ناسا در ۱۸ فوریه ۲۰۲۱، رایلی از داوطلبان خواست تا به مکان دوقلوی زمین آن در Andegaon Wadi, Sawali، در ایالت مهاراشترا هند (۱۸٫۴۴۵° شمال، ۷۷٫۴۵۱° شرق) سفر کرده و عکاسی کنند.
در نهایت، Gowri Abhiram، یکی از شنوندگان برنامه رادیویی سرویس جهانی بی‌بی‌سی Digital Planet از حیدرآباد هند، این چالش را پذیرفت و در ۲۲ ژانویه ۲۰۲۲ به آنجا سفر کرد و اولین فردی شد که عمداً به مکانی بر روی زمین رسید که عرض و طول جغرافیایی آن با حضور رباتیکی بر سطح سیاره‌ای دیگر تطابق دارد. مکان فرود تیان‌ون ۱ چین با منطقه‌ای در جنوب چین، ۴۰ کیلومتری جنوب‌غربی گویلین تطابق دارد و هنوز برای این پروژه عکاسی نشده است.